# Raugi
Koordinaten: 58° 39′ N, 23° 17′ O

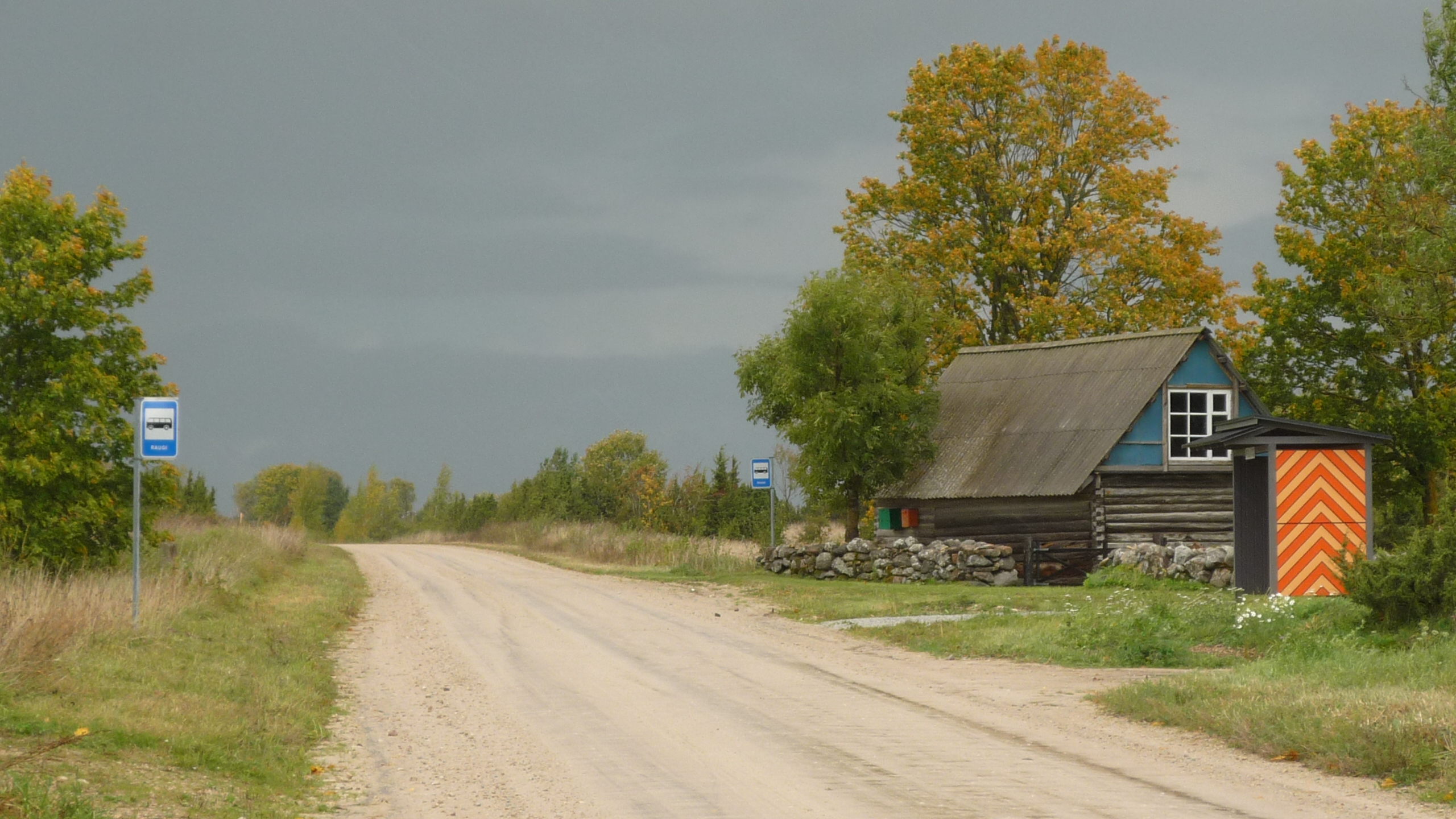
Bushaltestelle von Raugi

Raugi ist ein Dorf (estnisch küla) auf der drittgrößten estnischen Insel Muhu. Es gehört zur gleichnamigen Landgemeinde (Muhu vald) im Kreis Saare (Saare maakond).

## Einwohnerschaft und Lage
Der Ort hat zwölf Einwohner (Stand 31. Dezember 2011).
Er liegt direkt an der Ostsee-Küste im nördlichen Teil der Insel Muhu.